# Wang Pi
Wang Pi (čínsky 王弼, pchin-jin Wáng Bì, zdvořilostní jméno Fu Si (辅嗣); 226 – 249) byl čínský filozof a úředník ve státě Wej, jednom ze států období tří království.

## Život
Pocházel z Šan-jangu (dnes pod správou města Ťiao-cuo v provincii Che-nan). Když se Cchao Šuang stal regentem státu Wej (též Cchao Wej), byl Wang Pi přijat do státní správy. Po obvinění Cchao Šuanga ze zrady byl obviněn i Wang Pi a byl propuštěn. Zemřel při morové epidemii ve věku 24 let.
Z rodu Wangů pocházela řada významných učenců a činitelů včetně slavného spisovatele Wang Cchana. Příbuzní vlastnili velkou knihovnu čítající téměř deset tisíc svazků knih a Wang Pi měl pravděpodobně do knihovny přístup. Wang Pi byl zázračné dítě. Údajně mohl již ve věku deseti let vysvětlovat Lao-c’e. Ve dvaceti letech udělal velký dojem na učence Pchej Chueje. Zaujal také dalšího významného učence Che Jena, se kterým se setkal kolem roku 244. Bylo to asi v té době, kdy napsal komentáře k Lao-c'ovi a I-ťingovi.

## Dílo
Wang Pi žil a pracoval v období po zhroucení dynastie Chan v roce 220. V této době dochází k odklonu od konfucianismu k taoismu. Wang Pi sám sebe považoval za konfuciána. Chtěl vytvořit chápání taoismu, které by bylo v souladu s konfucianismem. Za svůj hlavní úkol považoval obnovení pořádku a smyslu orientace čínské společnosti po turbulentních posledních letech dynastie Chan. Ačkoli zemřel ve věku čtyřiadvaceti let, jeho interpretace taoismu se staly mimořádně vlivnými. Vydání Tao te ťingu, které použil ve svém komentáři k této práci, bylo základem téměř každého překladu do západního jazyka. Jeho interpretace daoistického materiálu nepoškodila konfucianismus a učinila myšlenky taoismu zajímavé pro konfuciánské myslitele. Práce Wang Piho učinila tradiční čínská náboženství slučitelná se zavedením indických buddhistických textů.

### Komentář k Tao te ťing
Wang Pi ve svém komentáři systematizuje nauku díla Lao-c'e tak, že za její jádro považuje dvojici pojmů „absence“ (無, wu) a „přítomnost něčeho, bytí“ (有, jou). Veškerá realita podle Wang Piho vzniká na základě „absence“, která v jeho výkladu představuje lidskému rozumu a zkušenosti nepřístupný zdroj všeho, označovaný jako „temný“ (玄, süan) a rovněž tradičním výrazem tao. Vládce má sám být jakoby „nepřítomný“ (nezasahování, wu-wej), přičemž charakteristicky pro učení o temném má Wang Pi za to, že taoistické „nezasahování“ vede k dokonalé realizaci konfuciánských hodnot a společenského řádu. Wang Piho komentář k dílu Laozi tedy představuje ranou syntézu taoismu a konfucianismu.